# Beromünster
Beromünster är en ort och kommun i distriktet Sursee i kantonen Luzern, Schweiz. Kommunen har 6 714 invånare (2023).
Kommunen har utökats genom sammanslagningar: Schwarzenbach (1 september 2004), Gunzwil (1 januari 2009) och Neudorf (1 januari 2013).
Fram till 1934 hette orten Münster. I Gunzwil låg 1931–2008 radiostationen Beromünster som var Schweiz största tyskspråkiga radiostation.